# 毛肋石笔木
毛肋石笔木（学名：Tutcheria pubicostata）为山茶科石笔木属下的一个种。

## 扩展阅读
維基物種上的相關：毛肋石笔木